# 13500 Viscardy
13500 Viscardy là một tiểu hành tinh vành đai chính với chu kỳ quỹ đạo là 1689.2818492 ngày (4.63 năm).
Nó được phát hiện ngày 6 tháng 8 năm 1987.